# Georgstag

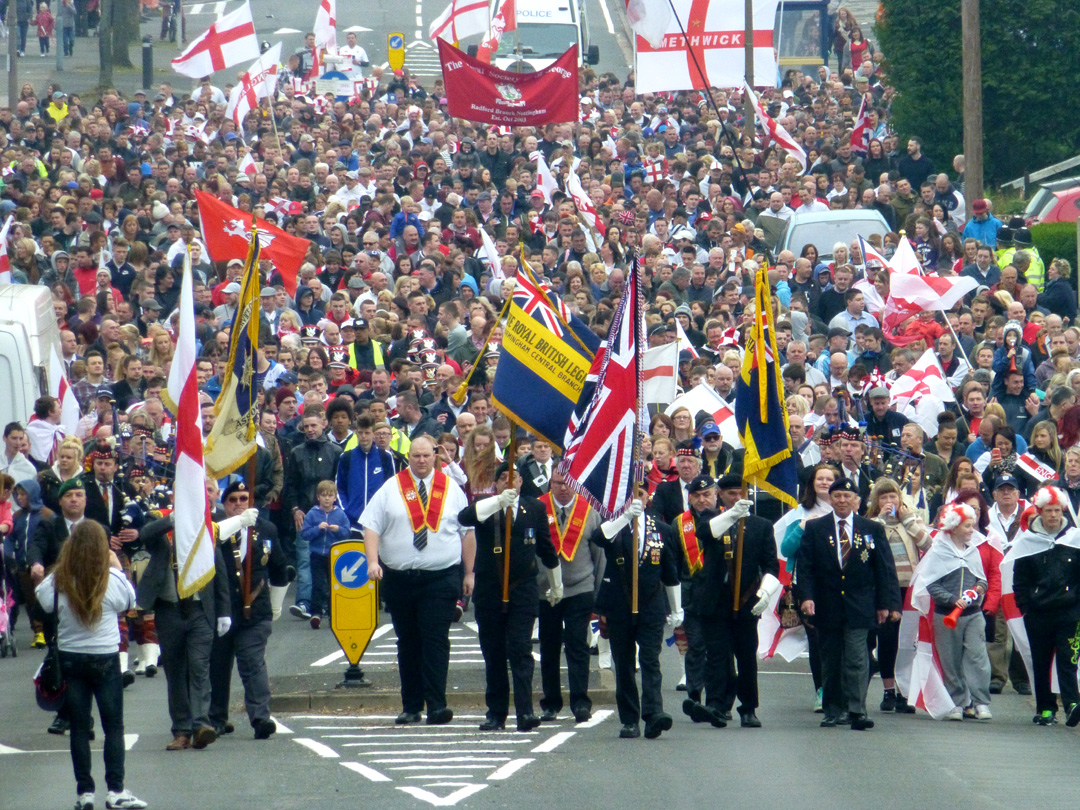
Parade zum Georgstag in Stone Cross (zu West Bromwich), eine der größten Englands mit bis zu 15.000 Teilnehmern (2014)

Der Georgstag oder Georgitag (kurz Georgi) ist der Gedenktag des heiligen Georg, eines frühchristlichen Märtyrers aus Kappadokien. Er wird meist am 23. April, in einigen Regionen am 24. April, als Frühlingsfest gefeiert. Der 23. April ist der drittspäteste Ostertermin, aber auch über den Zusammenhang, den „Drachen Winter“ zu besiegen, ist der Georgstag ein wichtigerer Lostag. Für diejenigen orthodoxen Kirchen, die den julianischen Kalender verwenden, fällt der Georgstag derzeit auf den 6. Mai des gregorianischen Kalenders. In Anlehnung an eine alte katalanische Tradition ist der Georgstag (23. April) seit 1995 ebenfalls Welttag des Buches.

## Geschichte

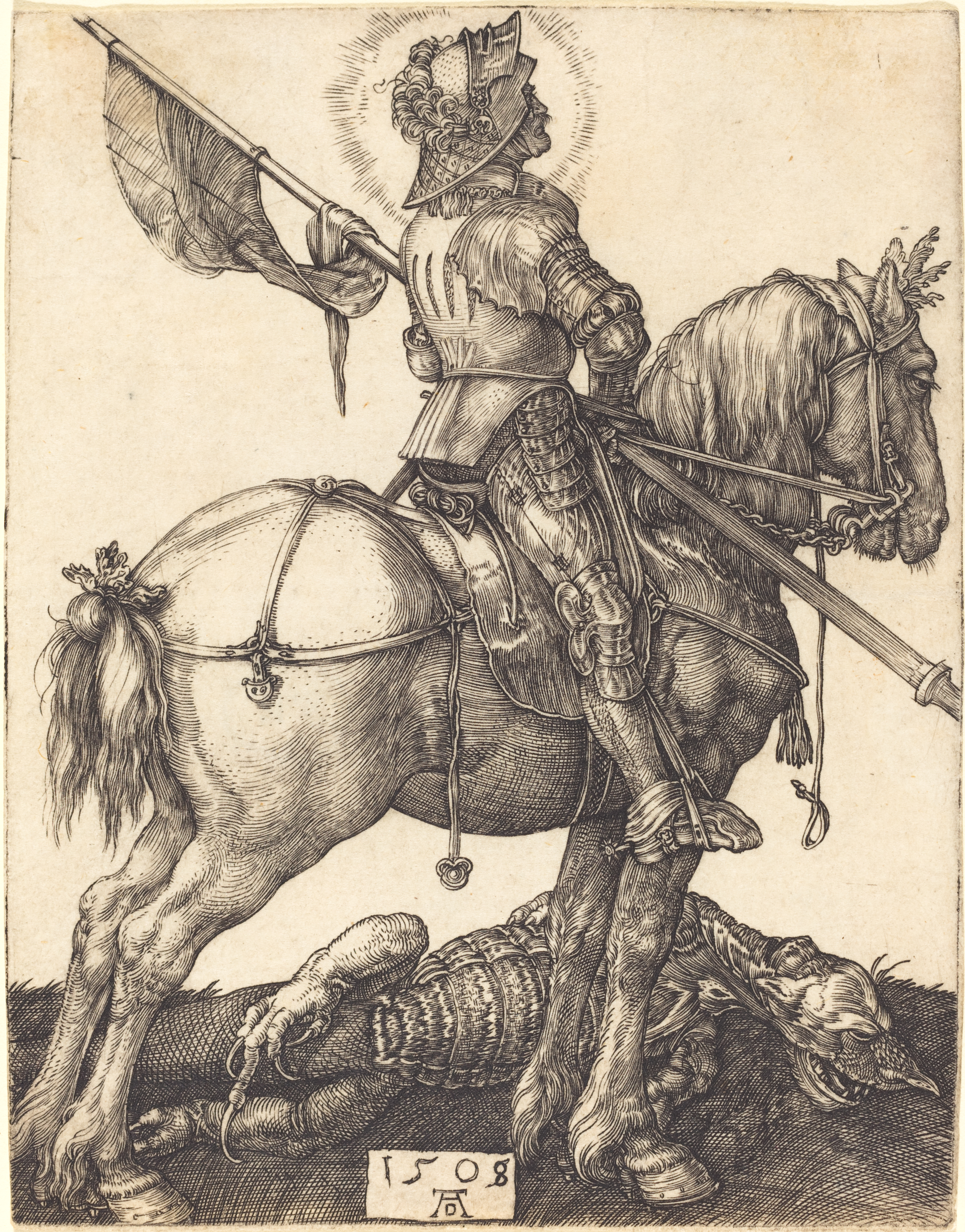
Der heilige Georg mit dem Drachen (Albrecht Dürer, 1508)

Die Verehrung Georgs begann im Vorderen Orient (v. a. Lydda-Diospolis) sowie im frühchristlichen Ägypten und Äthiopien. Am stärksten verbreitete sie sich auf Zypern, in Kappadokien (heute Türkei) und in Georgien. Von hier aus gelangte der Kult später nach Russland und auf den Balkan, wo er einer der wichtigsten Feiertage der Roma ist.
Im Westen sind Georgskirchen spätestens im 6. Jahrhundert u. a. in Mainz, Paris und Neapel nachweisbar. Vielerorts erinnert der Georgstag an die Überwindung des Drachen, der zum Symbol des Heidentums wurde. In Deutschland erreichte der Georgskult einen Höhepunkt, als Bischof Hatto von Mainz 896 das mutmaßliche Haupt des Märtyrers auf die Bodensee-Insel Reichenau brachte (Stiftskirche St. Georg in Oberzell). Da aber die historische Belegbarkeit mancher Erzählungen bezweifelt wird, ist die Georgsverehrung längerfristig im Abklingen.

## Patronate und Brauchtum
Zum Leben des ritterlichen Märtyrers existieren kaum verlässliche Daten. Der zu den 14 Nothelfern zählende Heilige ist Schutzpatron vieler Orte und Gebiete, unter anderem von England, Katalonien und Georgien, der Stadt Cáceres (in Spanien), der Stadt Genua, der Stadt Barcelona, der Stadt Freiburg im Breisgau und dem Bistum Limburg. Überall dort wird der Georgstag feierlich begangen. 
Georg ist der Schutzpatron Englands, seit Richard Löwenherz ihn bei der Synode von Oxford 1222 zu seinem persönlichen Schutzherrn erkor. Allein in England wurden ihm über 160 Kirchen geweiht. Am Georgstag wird in der St.-Georgs-Kapelle von Windsor Castle das Hosenband-Kapitel verlesen.

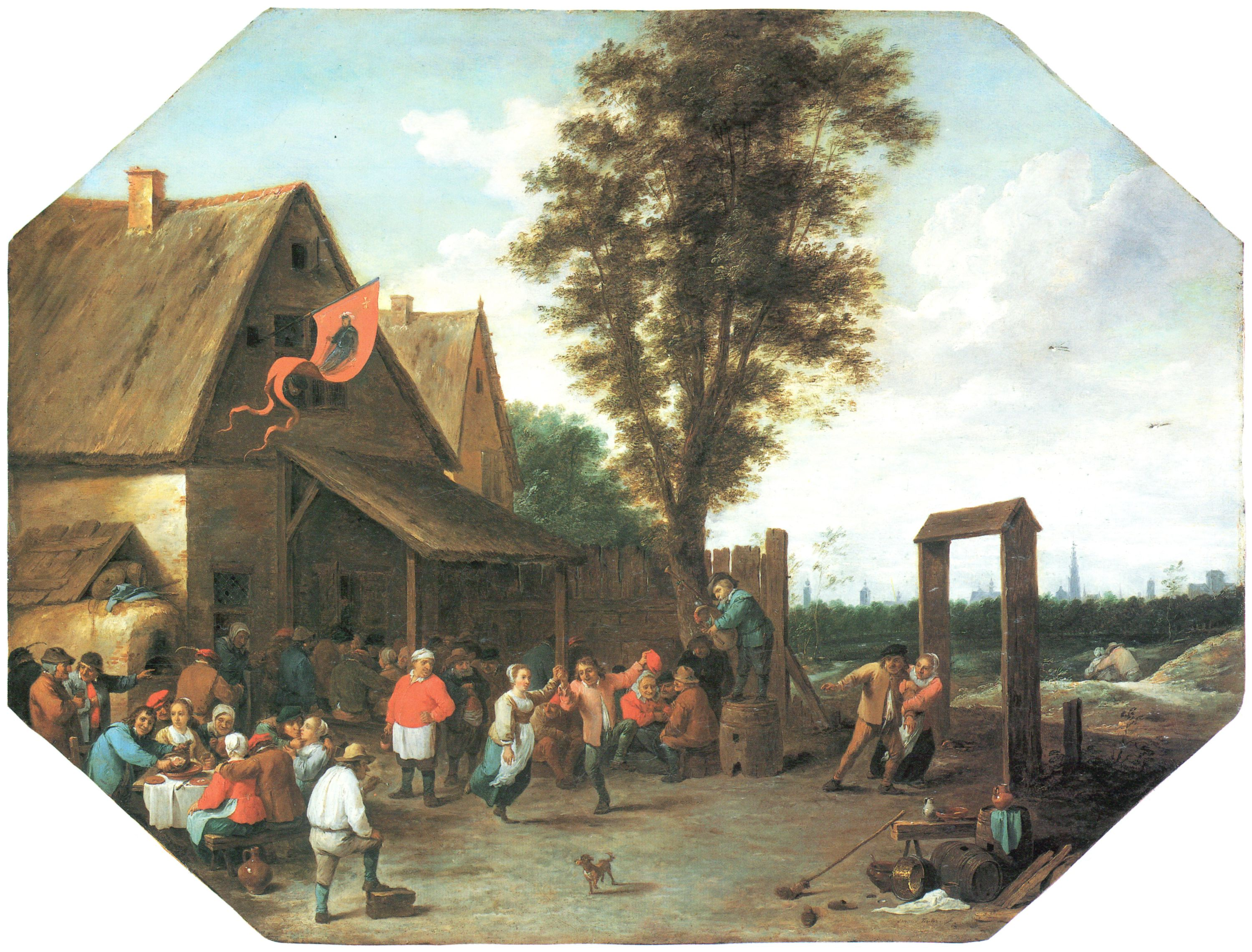
Kirchweih am Georgstag
(David Teniers d. J., 1642/1643)

Georg ist auch Kirchen- bzw. Namenspatron von zahllosen Kirchen, Klöstern und Schulen. Daher ist der Georgstag beliebt für Kirchweih- und andere Feste.
Die Dienstboten konnten im Burgenland, wo der Tag besondere Bedeutung hat, am Georgstag ihren Dienstherrn wechseln, und Zinsen wurden höchstens bis zum Georgstag gestundet. Das dürfte mit dem Weinbau zusammenhängen, in den meisten anderen Gebieten des Ostalpenraums gilt das für Lichtmess (2. Februar).
Georgstag, Weißer Sonntag und 1. Mai waren am Lechrain die drei Freinächte der Ledigen, in denen allerlei Unfug getrieben wurde.
Mancherorts werden alte Georgsriten wiederbelebt, z. B. die Wachaufzüge in Bad Mergentheim, wo man der Schützengilden von 1500 bis 1695 und des Deutschen Ordens gedenkt. Weiteres Brauchtum sind manche Georgsglocken.

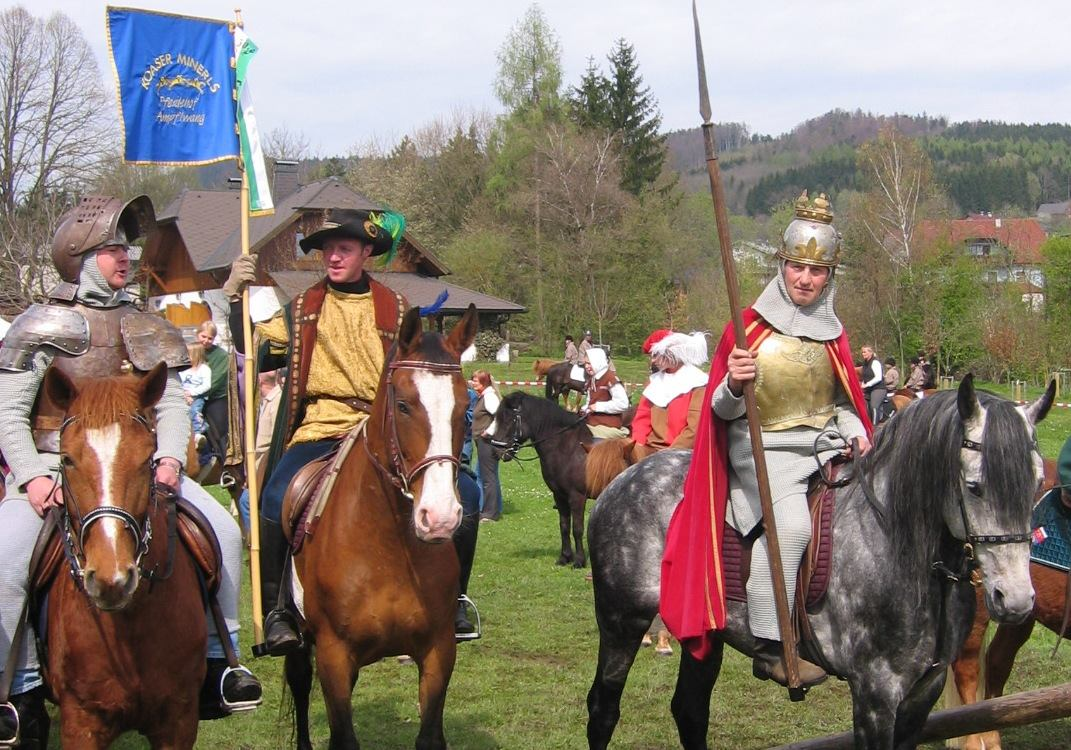
Georgiritt in Ampflwang im Hausruckwald (2015)

Der Drachentöter ist insbesondere der Schutzheilige der Pferde und Reiter. „Der Georgstag, der ist der Pferde Ehrentag“: Zum Brauchtum um den Georgstag zählen unter anderem der Georgiritt und Reiterprozessionen (die vielerorts wiederbelebt werden).
Vielerorts in Bayern und Österreich segnet man die Pferde und betet für ihre Bauern und die Reiter. Die traditionellen Pferdeumritte sind meist am folgenden Sonntag oder am Ostermontag. Nur in St. Georg bei Julbach wird der Umritt am Leonhardstag abgehalten.
Weiterhin ist er der Schutzpatron der weltweiten Erziehungsbewegung der Pfadfinder, nach dem Heiligen benannt ist die Deutsche Pfadfinderschaft Sankt Georg. Viele Pfadfindergruppen feiern ihren „Ehrentag“ mit einem Geländespiel.

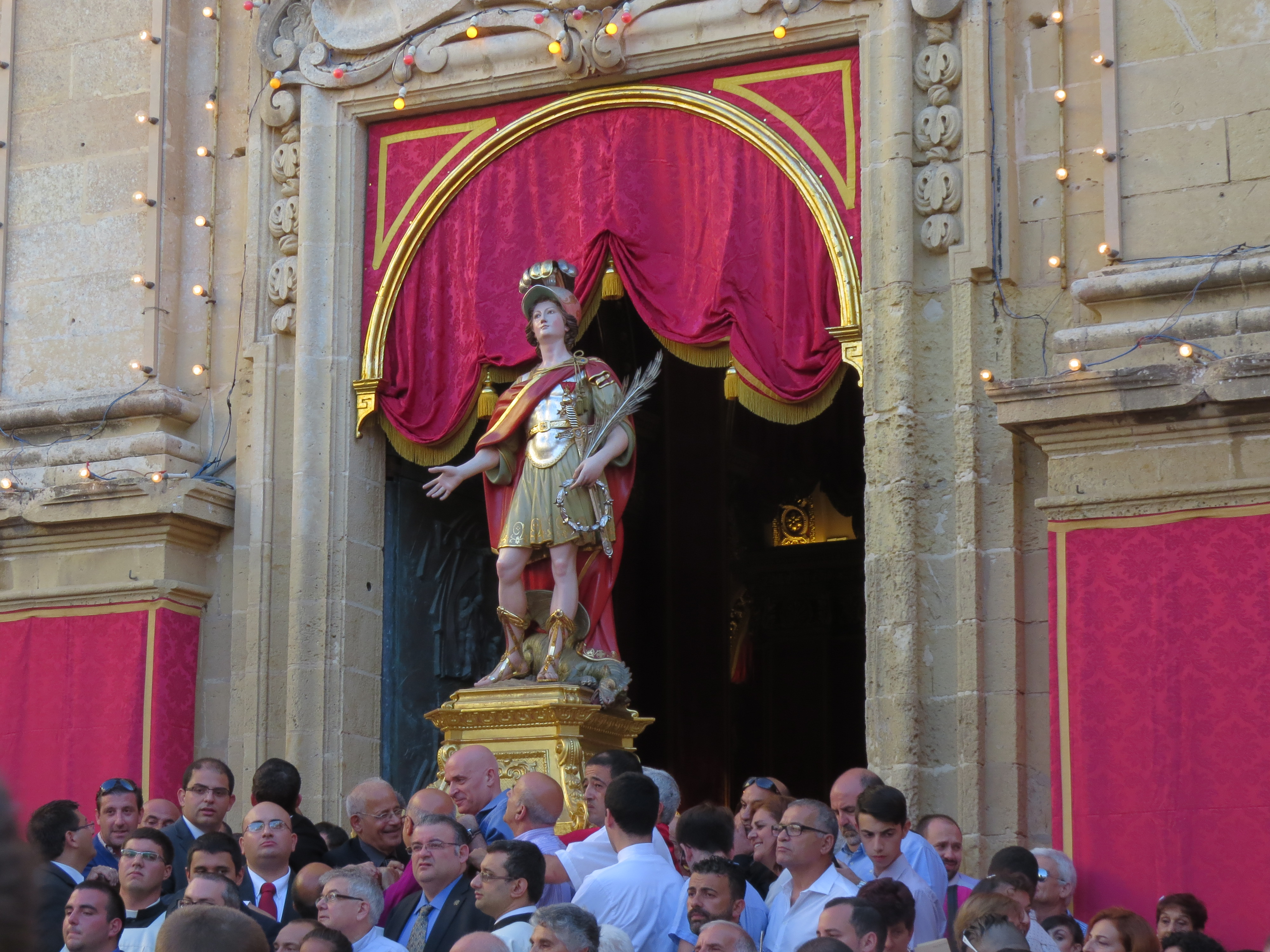
Die Prozession am 3. Sonntag im Juli beim Verlassen der Basilika San Ġorġ auf Gozo

Auf der maltesischen Insel Gozo wird – zusätzlich zum 23. April – am 3. Sonntag im Juli ein weiterer Georgstag gefeiert. An diesem Tag wird eine Statue des Heiligen in einer feierlichen Prozession von der Basilika San Ġorġ aus durch die Straßen der Hauptstadt Victoria, welche zu Ehren der britischen Königin benannt ist, getragen. Der Sonntag ist aber nur der Höhepunkt der Feierlichkeiten, die sich über eine ganze Woche hinziehen und u. a. ein Pferderennen sowie ein großes Feuerwerk beinhalten.

### Bei den Südslawen
In Südosteuropa wird der Georgstag zumeist bei den Südslawen gefeiert. Er hat vermutlich vorchristliche, gemeinslawische Ursprünge und wird als typisches Frühlingsfest gefeiert, bei dem Lagerfeuer ähnlich wie in der Walpurgisnacht entzündet werden.

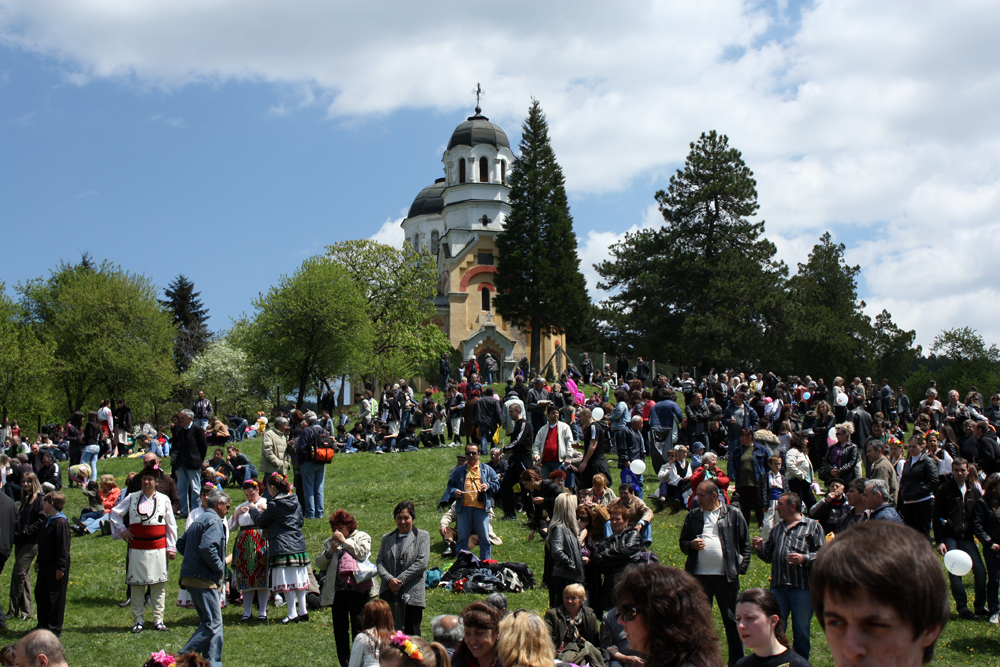
Feiern zum Georgstag am bulgarisch-orthodoxen Kloster Kremikowzi bei Sofia (6. Mai 2011).

Entsprechend dem von den orthodoxen Kirchen verwendeten julianischen Kalender fällt er auf den 6. Mai, etwa 40 Tage nach der Frühlings-Tagundnachtgleiche. Bei den orthodoxen Serben ist der Georgstag (serbisch Ђурђевдан Đurđevdan; ˈdʑuːrdʑeʋdaːn) ein Slava-Fest. Auch bei den orthodoxen Mazedoniern und Bulgaren wird der Georgstag (mazedonisch Ѓурѓовден Gjurgjuvden; bulgarisch Гергьовден) gefeiert.
Bei den katholischen Kroaten wird der Georgstag (kroatisch Jurjevo) hauptsächlich in den Regionen Turopolje und Gornja Stubica gefeiert. Im Turopolje werden nach slawischer Tradition die fünf schönsten Mädchen als Dodola (Regenmädchen) in Zweige gekleidet und zum Singen eines Regenbittliedes durch das Dorf geschickt.
Bei den katholischen Slowenen wird der Georgstag (slowenisch Jurjevanje) in der Region Bela krajina begangen. Hierbei wird ein junger Mann vollkommen mit grünen Zweigen verhüllt und von Sängern und Musikern begleitet, die alle Kräfte vertreiben sollen, die sich dem Frühling entgegenstellen. In Petschnitzen/Pečnica im österreichisch-slowenischen Grenzgebiet wird am 22. April das „Georgijagen“ (slow. „Šent Jurja jahat“) begangen.
Außerdem feiern den Georgstag die Muslime im ehemaligen Jugoslawien, besonders die zum Islam konvertierten Goranen im südlichen Kosovo, vor allem im Ort Glloboqicë/Globočica bei Dragash/Dragaš.

### Bei den Roma
Von den Roma auf der Balkanhalbinsel wird der Georgstag (Romani Herdelezi oder Ederlezi, vom türkischen Hıdırellez) als einer ihrer wichtigsten Feiertage begangen, der die Grenze zwischen Winter und Sommer markiert. Dies gilt gleichermaßen für die christlichen wie auch für die muslimischen  Xoraxane-Roma. Der Roma-Name für das Fest geht der Überlieferung nach auf ein Treffen des Schutzheiligen Hızır (Beschützer der Pflanzen und der Armen, s. Al-Chidr) mit dem Propheten Elija (İlyas, Schutzherr der Gewässer und der Tiere) im 9. Jahrhundert v. Chr. zurück – kombiniert ergeben die beiden Namen den Begriff.
Der Georgstag wird je nach Region unterschiedlich gefeiert. Dem Fest ging in der Vergangenheit häufig eine mehrwöchige Fastenzeit voraus. Die Feierlichkeiten für das Fest beginnen üblicherweise bereits am Abend des 5. Mai mit einer Reinigung und einem gemeinsamen Abendessen. Die Häuser werden mit Blumen und blühenden Zweigen dekoriert. Es werden Bäder mit Blumen genommen und die Hände und Hauswände mit Weihwasser gewaschen. Am 6. Mai selbst spielt das Schlachten und die Zubereitung eines Schafes eine zentrale Rolle, wobei ein Teil des Bratens Freunden und Verwandten gegeben wird. Als Höhepunkt der Feierlichkeiten treffen sich alle Roma eines Dorfes oder einer Stadt an einem zentralen Platz, wo sie ein großes Fest mit Musik- und Tanzbegleitung veranstalten, vor allem mit Blasmusikkapellen und Tapan-Zurla-Ensembles. Das Roma-Volkslied Ederlezi besingt dieses Fest.
Abergläubische Roma zünden vier alte Tücher an jeder Ecke des Hauses an, um Schlangen für das ganze Jahr fernzuhalten. Das Fest wird imposant dargestellt in Emir Kusturicas Film Zeit der Zigeuner. Auch im Roman Derviš i smrt (Der Derwisch und der Tod) von Mehmed Meša Selimović taucht es auf, wo es von dem frommen muslimischen Protagonisten als Rückfall in heidnische Unsitten bewertet wird.

## Lostag, Wetter- und andere Bauernregeln
Seit alters her hat das Wetter am Georgstag eine besondere Bedeutung. Er ist ein Lostag für zahlreiche Bauernregeln, insbesondere auf den Nachwinter.
Im Heimatbuch zum mittelalterlichen Roßberg (Baden) steht über St. Georg geschrieben: „Die Jungfrau, die er [der Ritter] nach der Sage aus der Gewalt des Untieres befreite, lässt auf uralte mythische Vorstellungen schließen, die mit den zahlreichen Frühlingsbräuchen zusammenhingen“.
Eine Spruchgruppe bezieht sich auf den Mittfrühling, die erste Hauptwachstumsperiode.
Die andere dreht sich um einen verspäteten Wintereinbruch. Diese meteorologische Singularität (regelmäßig auftretende Wetterabweichung) ist – für Zentraleuropa – für den 25.–27. April statistisch signifikant belegt, üblicherweise ein Vorstoß polarer Kaltluft, wie er sich dann Mitte Mai (Eisheilige) nochmals wiederholen kann. Hierzu findet sich auch der 25. April (Markustag) als Lostag.
Mehrere Sprüche bringen den Georgstag mit den Lostagen zu anderen Singularitäten in Zusammenhang, daher wird ein Jahr angenommen, das im Normal liegt: Die Langfristprognosen verheißen bei nasskaltem Georgstag meist gute Ernte, bei anderem Wetter schlechte.
Wie üblich bei sich widersprechenden Regeln dürfte die unterschiedliche geografische Herkunft eine deutliche Rolle spielen; mit verschiedenem Mesoklima.
Wetterregeln auf des Ende des Nachwinters bezogen:
- „Der Georgstag [Jüri] im Frühling ist der Feind eines zornigen Winters.“ (Estland)[10]
- „Auf St. Georgs Güte stehen alle Bäum’ in Blüte.“
- „Schnee zur Lichtmeß (2. Februar), Regen zum Georgstag“ (Estland)[10] – Zusammenhang mit dem Hochwinter.
- „Wenn die Dächer am Matthiastag (24. Februar) schneefrei sind, so ist der Erdboden zum Georgstag kahl.“ (Estland).[10] – Zusammenhang mit dem Spätwinter.
- „Wenn am Fastenmarientag (23. März) Schnee auf dem Dach, sind am Georgstag Schneewehen am Zaun.“ (Estland).[10] – Zusammenhang mit dem Märzwinter.
- „Georgi bringt grüne Schuh.“ (Früher mussten die Kinder ab diesem Tag auf ihre Winterschuhe verzichten.)
- „Schreit der [gemeine Teich-] Frosch vor Georgi, so tritt bald nach Georgi Kälte ein, die, gewöhnlich gleich nach Georgi, so viele Tage dauert, als vor Georgi der Frosch geschrien hat.“ (Bayerisch, um 1840).[11]

Zum Kälteeinbruch und der folgenden Wärme des Spätfrühlings:
- „Georg kommt nach alten Sitten auf einem Schimmel angeritten.“[8] („Schimmel“ = die letzten Schneeflocken des Frühlings).
- „Georg und Markus (25. April) ganz ohne Trost, erschrecken uns sehr oft mit Frost.“
- Reif am Verkündigungs- (23. März) oder Georgstag soll warme Monate bringen.
- „Kommt der Georg auf einem Schimmel, dann kommt ein gutes Frühjahr vom Himmel.“ – Und umgekehrt:
- „Ist’s am Georgi warm und schön, wird man noch rauhe Wetter seh’n.“ – Oder:
- „Ist’s an Georgi hell und warm, gibt’s noch ein Wetter, dass Gott erbarm.“ – Aber:
- „Georg mit Wärme, Nikolaus (9. Mai) mit Futter“. (Russland).
- „Regnet’s auf Georgitag, dauert noch lang des Regens Plag.“ (Main-Rhein-Gebiet).[12] – Oder:
- „Gab es Gewitter am Georgstach, so folgt gewiss noch Kälte nach.“ (Norddeutschland?)

Regeln zu Aussaat und Wachstum: Von allen Apriltagen ist der Georgstag der wichtigste für die Feld- und Viehwirtschaft. In ganz Süddeutschland gilt allgemein die Aussaat oder das Setzen von Pflanzen im April als vorzeitig. Zum Gemüsesamen sagt man: „Baust mi in April, kimm i, wann i will – Baust mi in Mai, kimm i glei.“ Dasselbe sagt man im Böhmer- und Egerland vom Erdäpfelsetzen. Aber:
- „Des St. Georgs Pferd, das tritt den Hafer in d’ Erd.“

Allgemein dürfen in Österreich ab dem Georgstag die Felder nicht mehr betreten werden.
Zum Wintergetreide:
- „Am Georgstag soll sich das Korn schon so recken, dass sich die Krähe drin kann verstecken.“ Oder: „Es deutet eine gute Ernte an, wenn sich zu Georg schon die Krähe im Korn verstecken kann.“ – Oder:
- „Wenn zu Georgi die Roggensaat grünt, isst man zu Jakobi (25. Juli) frisches Brot.“

Langfristprognosen:
- Gibt es vermehrt Gewitter, wird das als Hinweis auf einen kühlen Sommer gewertet (Main-Rhein-Gebiet).[12]
- „Will sich Georgi mit Regen zeigen, so verderben die Feigen“ (ital.: “Aqua de San Giorgi, carestia de fich’”; Feigenernte dort um Juni/Juli).
- „Gibt’s zu St. Georg ein Blumenmeer, so sind zu Matthäi (21. September) die Körbe leer.“ (Main-Rhein-Gebiet).[12] – Und umgekehrt:
- „Wenn am Georgstag Schneehaufen am Zaun liegen, werden die Bäume am Michaelstag (29. September) Blätter haben.“ (Estland).[10]
- „Kommen die Schwalben vor dem Georgstag, gehen sie vor dem Michaelstag (29. September).“ (Estland).[10]
- „Wenn an Georgi die Sonne scheint, werden viele Äpfel reif.“
- „Was bis Georgi die Reben treiben, wird ihnen nicht bis zum Gallus (16. Oktober) bleiben.“ (Main-Rhein-Gebiet).[12] – Und:
- „Zu Georgi blinde Reben – volle Trauben später geben.“
- Ähnliches wird am Rhein und in Schlesien vom Getreide gesagt.

## Kirchlicher und staatlicher Feiertag
Auf den 23. (bzw. 24.) April des gregorianischen Kalenders fällt der Georgstag für folgende Kirchen:
- evangelische Kirche in Deutschland (Gedenktag im Evangelischen Namenkalender)
- anglikanische Gemeinschaft (Gedenktag im Common Worship)
- römisch-katholische Kirche, hier ist der Georgstag ein nicht gebotener Gedenktag am 23. April, mit folgenden Ausnahmen:
  - Hochfest in England und Katalonien sowie den Bistümern Limburg und Tarragona
  - Fest in den Bistümern Barbastro-Monzón, Huesca, Teruel y Albarracín und Saragossa, in der Stadt Cáceres, im Bistum Gozo in Malta und im Deutschen Orden
  - Gebotener Gedenktag im Bistum Bamberg und Innsbruck, den Bistümern Jaca und Malta und dem Ordenskalender der Marianer von der Unbefleckten Empfängnis
  - Gedenktag IV. Klasse am 24. April in der Slowakei, Polen und dem mozarabischen Ritus
  - Hochfest am 24. April im Bistum Białystok
  - Gebotener Gedenktag am 24. April im Bistum Pelplin in Polen
- armenisch-apostolische Kirche
- syrische Kirche des Ostens

Für diejenigen orthodoxen Kirchen, die den julianischen Kalender verwenden, fällt der 23. April, der Georgstag, derzeit auf den 6. Mai (des gregorianischen Kalenders).
In Bulgarien ist der 6. Mai ein gesetzlicher Feiertag und zugleich der „Tag der bulgarischen Armee“. Die orthodoxen Kirchen beispielsweise in Griechenland und Rumänien feiern Georgs Gedächtnis am 23. April des neujulianischen Kalenders. Wenn der Georgstag in die Woche vor dem östlichen Ostersonntag fällt, dann verschiebt sich der Gedenktag auf den Ostermontag.
In Georgien ist der Georgstag (georgisch გიორგობის დღე) am 23. November ein gesetzlicher Feiertag.
| Katholisch | Evangelisch                                                                      | Anglikanisch | Orthodox (außer Georgien und Bulgarien) | Orthodox (Bulgarien)                              | Georgisch             |
| --- | -------------------------------------------------------------------------------- | --- | --- | ------------------------------------------------- | --------------------- |
| 23. April | 23. April                                                                        | 23. April | 23. April | 6. Mai                                            | 23. November          |
| Nicht gebotener Gedenktag im Allgemeinen Römischen Kalender                                                       | Gedenktag im Evangelischen Namenkalender der Evangelischen Kirche in Deutschland | Gedenktag in manchen anglikanischen Kirchen* Wenn der Feiertag in die Zeit zwischen Palmsonntag und dem Sonntag nach Ostern fällt, dann verschiebt sich der Georgitag in England und Wales auf den darauffolgenden Montag. | Oder am 6. Mai.** Wenn der Feiertag in die Woche vor dem östlichen Ostersonntag fällt, dann verschiebt sich der Georgitag auf den östlichen Ostermontag. | gesetzlicher Feiertag, Tag der bulgarischen Armee | gesetzlicher Feiertag |
| * Z. B. in der Church of England, nicht jedoch in der Episcopal Church in the USA                                 |                                                                                  | | |                                                   |                       |
| ** Die Altkalendarier feiern in den Jahren 1900 bis 2099 am westlichen 6. Mai, dem 23. April des alten Kalenders. |                                                                                  | | |                                                   |                       |

## Medizinisches
Der Hundertjährige Kalender empfiehlt für April Aderlassen oder Purgieren (Heilfasten), was aber vor Ostern (daher spätestens 23./24. April) zu beenden ist. Zum Baden im Freien heißt es in Böhmen, dass alles Wasser bis zum 24. April (Georgstag) giftig sei und man bis dahin keinesfalls baden soll. Eher zum Aberglauben gehört wohl eine Regel in Litauen (Pillkall), am Georgstag nichts von Tieren (inkl. Vögeln und Fischen) Stammendes zu essen. Auf der Kraft der Frühlingskräuter beruht der Ratschlag, im April gegrabene und gedörrte Baldrianwurzeln nun gegen Motten in Schränke zu legen.